# 別涅瓦
49°21′59″N 25°22′49″E / 49.36639°N 25.38028°E
別涅瓦（烏克蘭語：Бенева）是位於烏克蘭西部特諾皮爾州裏特諾皮爾區的村莊，始建於1504年，面積2.16平方公里，海拔高度327米，2001年人口374，人口密度每平方公里173.3人。